# The Wizard of Gore
Pour plus de détails, voir Fiche technique et Distribution.
The Wizard of Gore est un film d'horreur gore sorti en 1970 et réalisé par Herschell Gordon Lewis. Il est considéré comme un des films précurseurs de ce style.

## Synopsis
Montag le magnifique exécute devant les spectateurs des tours de magie en choisissant des jeunes femmes dans le public et en les mutilant sur scène. Mais ce que l'on pense être une illusion devient réalité à la suite des représentations. La journaliste Sherry Carson tente de faire venir le magicien sur son plateau dans le but de l'interviewer. Son compagnon se méfie et tente d'éclaircir ce mystère.

## Distribution
- Ray Sager : Montag le magnifique
- Judy Cler : Sherry Carson
- Wayne Ratay :  Jack
- Phil Laurenson : Greg
- Jim Rau : Steve
- Don Alexander : l'inspecteur Kramer
- John Elliot : l'inspecteur Harlan

## Scènes célèbres
- La scène où Montag coupe une femme en deux à la tronçonneuse.
- Le pieu que le magicien enfonce dans le crâne d'une de ses victimes pour en extraire la cervelle avant de lui crever les yeux.
- L'autodécapitation du magicien.
- La femme transpercée par un énorme tube.

## Autour du film
- Ce film est qualifié de chef-d'œuvre du gore malgré ses effets grotesques et son gore amateur, car il fut un des premiers films du genre réalisé par le père du gore : Herschell Gordon Lewis.
- Le budget du film était assez bas et Lewis utilisa pour ses effets entre autres des préservatifs remplis d'hémoglobine et des têtes de mannequins peintes à la main, mais c'est ce gore amateur qui rend ce film culte.
- The Wizard of Gore fera l'objet d'un remake en 2007, Le Sorcier macabre, avec les Suicide Girls[1].